# Owen Gill
Owen Gill (Londra, 22 aprile 1961) è un ex giocatore di football americano britannico che ha militato nel ruolo di running back nella National Football League (NFL).

## Carriera
Gill fu scelto nel corso del secondo giro (53º assoluto) del Draft NFL 1985 dai Seattle Seahawks. Tuttavia non vi giocò mai, unendosi agli Indianapolis Colts per due stagioni con un massimo di 262 yard corse e 2 touchdown nel suo anno da rookie. Disputò un'ultima gara in carriera con i Los Angeles Rams nel 1987.